# Bartolomé Ortiz
Bartolomé Ortiz Sanz (San Bernardo, 24 de agosto de 1907-Santiago de Chile 25 de abril de 1994), más conocido como el Loco o Bartolo, fue un piloto de automovilismo chileno. Fue uno de los volantes más populares, exitosos y con más larga trayectoria deportiva en Chile. Inicialmente fue un piloto de motociclismo pasando después al automovilismo.

## Carrera en motociclismo
Se hizo conocido por correr en forma temeraria en las motos. Destacó en los circuitos de Santiago de Chile durante los años 1930 y 1940, logrando sus mayores triunfos en motociclismo en el Parque Cousiño, en Limache, en Isla de Maipo y en una carrera de Santiago a Talca. Además participó en muchas carreras en Argentina.

## Carrera en automovilismo
Los primeros triunfos que tuvo en el automovilismo fue en Barrancas, en Pedreros, en el Parque Cousiño y la Quinta Normal. También triunfó en la Carrera de las Tres Provincias y participaba activamente en las competencias argentinas.
En 1947 tuvo una buena actuación en el Gran Premio Internacional entre Chile y Argentina y en 1948 participó en el Gran Premio de la América del Sur.
Fue uno de los dos pilotos chilenos que participaron en el Grand Prix de la República de Chile en el circuito de Pedro de Valdivia Norte, con autos monoplazas de fórmula, donde participaron pilotos de Fórmula 1 como Juan Manuel Fangio, Froilán González, Eitel Cantoni, Louis Rosier, entre otros. Bartolomé Ortiz salió cuarto.
Posteriormente en los años 50 ganó muchas carreras, destacando el Gran Premio del Perú, donde llegó a la meta con más de una hora del segundo lugar.
Se retiró como campeón del Turismo Carretera Chileno en 1965.
Era fanático de Santiago Morning y la insignia de ese equipo de fútbol estaba siempre pintada en los vehículos que conducía. Sus principales copilotos fueron Tomás Li, Julio César Castellani y Juan Manuel Silva. Falleció en Santiago, en abril de 1994.
Muchos especialistas chilenos de automovilismo lo sitúan entre los mejores pilotos chilenos de todos los tiempos junto a Juan Zanelli, Lorenzo Varoli, Boris Garafulic, Raúl Jaras y Eliseo Salazar.